# Popowia bokoli
Popowia bokoli (De Wild. & T.Durand) Robyns & Ghesq. ex Boutique – gatunek rośliny z rodziny flaszowcowatych (Annonaceae Juss.). Występuje naturalnie w Republice Środkowoafrykańskiej, Gabonie, Gwinei Równikowej, Kongo oraz Demokratycznej Republice Konga. 

## Morfologia
PokrójZimozielone i zdrewniałe liany dorastające do 9–13 m wysokości.
LiścieMają kształt od eliptycznego do eliptycznie odwrotnie jajowatego. Mierzą 3,5–11 cm długości oraz 2–6,5 cm szerokości. Nasada liścia jest od zaokrąglonej do prawie sercowatej. Blaszka liściowa jest o tępym wierzchołku. Ogonek liściowy jest owłosiony i dorasta do 5 mm długości.
KwiatySą pojedyncze lub zebrane w pary, rozwijają się w kątach pędów. Działki kielicha mają półokrągły kształt, są owłosione i dorastają do 2–5 mm długości. Płatki mają kształt od podłużnego do odwrotnie jajowatego i osiągają do 15–17 mm długości. Kwiaty mają 25–30 owłosionych owocolistków o wrzecionowatym kształcie i długości 2–5 mm.
OwocePojedyncze mają cylindryczny kształt, zebrane w owoc zbiorowy. Są osadzone na szypułkach. Osiągają 20–30 mm długości i 3–8 mm szerokości. Mają pomarańczową barwę.

## Biologia i ekologia
Rośnie w wilgotnych lasach deszczowych.